# 扁角樱蛤
扁角樱蛤（学名：Angulus compressissimus），是帘蛤目樱蛤科角樱蛤属的一种。主要分布于中国大陆，常栖息在潮间带。